# Warzée
Warzée is een plaats en deelgemeente van de Belgische gemeente Ouffet.Warzée ligt in de provincie Luik en was tot 1 januari 1977 een zelfstandige gemeente. De plaats lag aan de buurtspoorlijn 457 tussen Comblain-au-Pont en Clavier.

## Demografische ontwikkeling
- Bronnen:NIS, Opm:1831 tot en met 1970=volkstellingen, 1976= inwoneraantal op 31 december